# Grüneberg-Villa

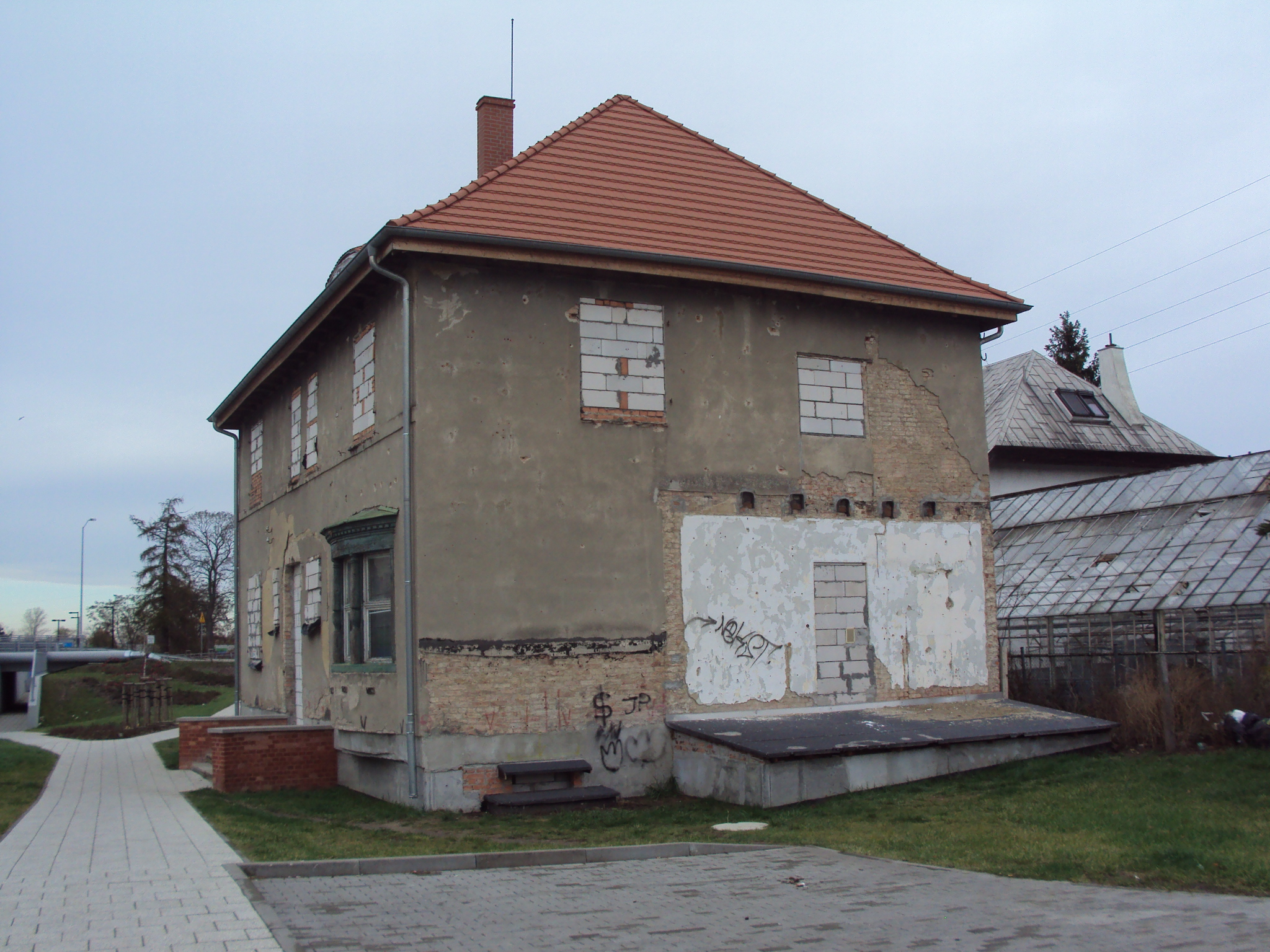
Grüneberg-Villa 2016 nach der Umsetzung

Die Grüneberg-Villa (auch Villa Grüneberg, polnisch Willa Grünebergów) ist eine Jugendstilvilla in Szczecin-Zdroje (Stettin-Finkenwalde) in Polen. Sie war von 1910 bis 1945 Wohnhaus des Orgelbauers Felix Grüneberg.

## Geschichte
Orgelbauerfamilie Grüneberg in Stettin
Seit 1782 betrieb Friedrich Georg Grüneberg eine Orgelbauwerkstatt in Stettin in der Großen Domstraße 795 (24) (heute ul. Farna, das Haus wurde 1945 zerstört). Sein Sohn August Wilhelm und der Enkel Barnim waren dort ebenfalls tätig, letzterer als bedeutendster Orgelbauer im Ostseeraum in seiner Zeit. 
Grüneberg-Villa bis 1945
Von 1906 bis 1912 wurde eine neue Orgelbau-Anstalt in Finkenwalde bei Stettin in der Langen Straße 61 errichtet.  Diese hatte eine große Montagehalle und mehrere Werkstätten. 1908 entwarf der Stadtarchitekt Adolf Stahl eine Jugendstilvilla für die Familie als Wohnhaus, die 1910 (oder 1911/12) fertiggestellt wurde. Nach Erinnerungen des Enkels fand dort auch ein reiches Kulturleben mit Empfängen statt.
1945 verließ die Familie Grüneberg den Wohnort Stettin.
Geschichte nach 1945

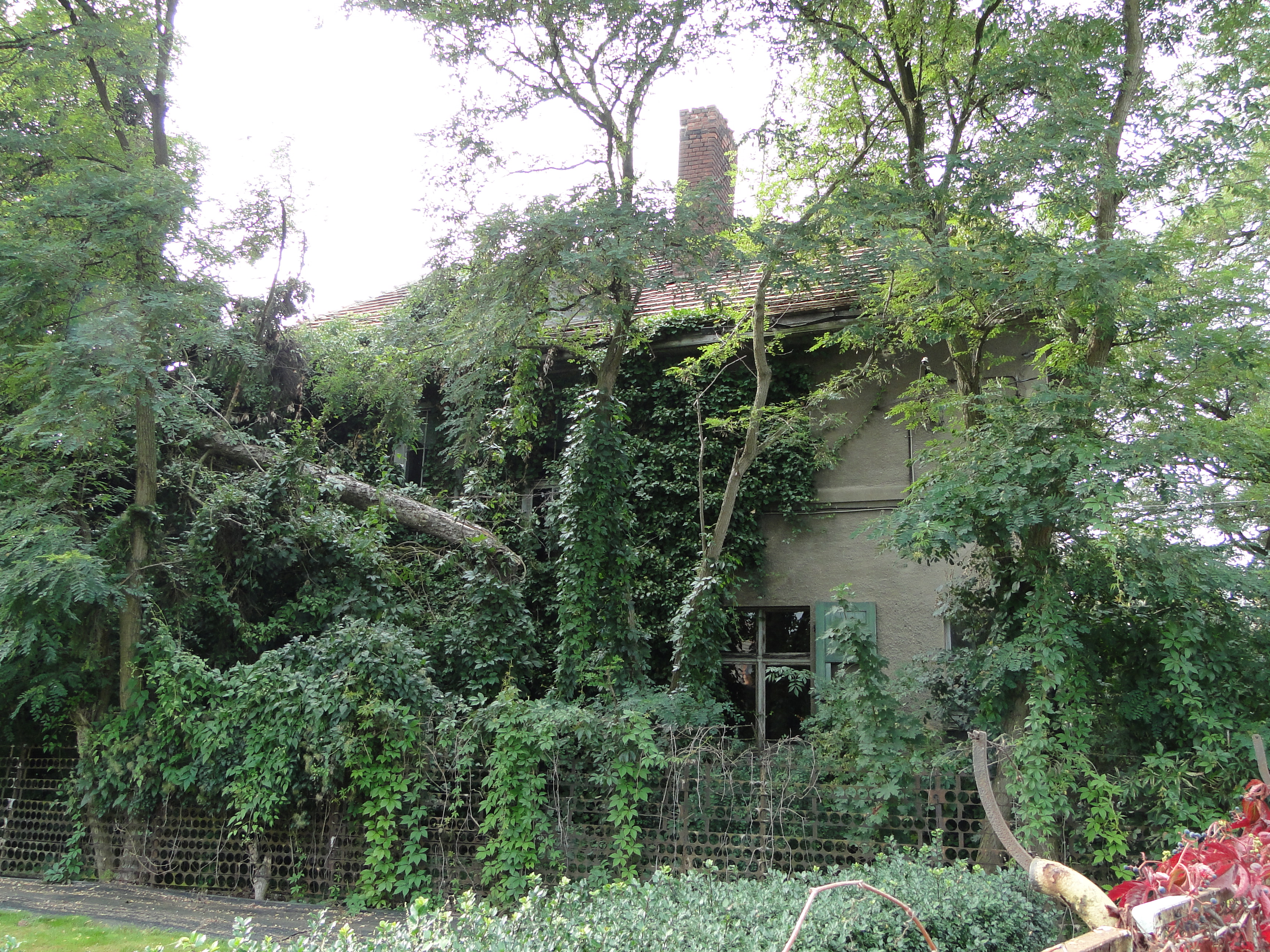
Grüneberg-Villa 2012

1947 bekamen der Ingenieur Stanisław Kępiński und seine Frau Bronisława das Gelände in der ulica Batalionów Chłopskich 61. In den 1950er Jahren mussten die Fabrikgebäude in der Aktion Ziegel für Warschau abgerissen werden. Auf dem Gelände entstanden Tischlerwerkstätten der Stadt Szczecin.
2010 beschloss die Stadt den Abriss des Wohnhauses, um Platz für eine Schnellbahntrasse zu schaffen. Ihr war zu dieser Zeit die Geschichte des Hauses offenbar nicht bekannt. Es gab europaweite Proteste. Das Gebäude wurde daraufhin in die Denkmalliste der Stadt aufgenommen. 2014 wurde das gesamte Gebäude auf Schienen um 45 Meter verschoben.
2019 wurden Pläne für eine Sanierung vorgestellt.

## Architektur

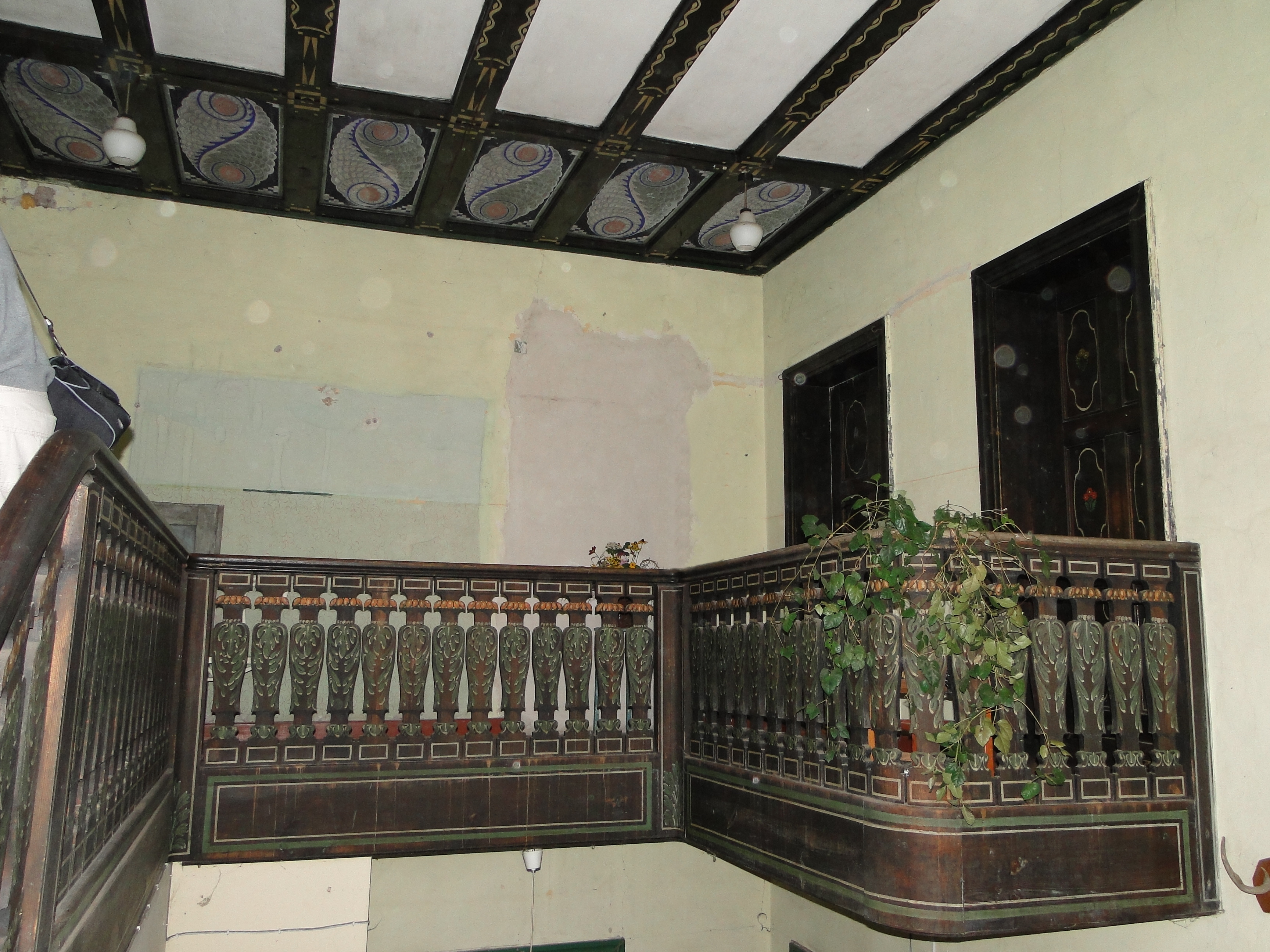
Treppenhaus

Die Villa ist ein zweigeschossiges Wohngebäude im Jugendstil, gestaltet nach Ideen des Deutschen Werkbundes. Im Inneren gibt es ein Treppenhaus, in dem Geländer und Deckengestaltung noch in der originalen Fassung teilweise erhalten sind.
Das Haus wurde in den vergangenen Jahrzehnten nur wenig saniert und ist restaurierungsbedürftig.